# Парилска седловина (Антарктика)
 Тази статия е за седловината в Антарктика.  За седловината в България вижте Парилска седловина.  
Парилската седловина (на английски: Paril Saddle) в Антарктика се намира в планината Тангра на остров Ливингстън от Южните Шетландски острови.
Седловината е покрита с лед. Надморската ѝ височина е 1390 метра.
Наречена е на селището Парил и Парилската седловина между планините Славянка (Алиботуш) и Пирин в Югоизточна България.

## Местоположение
Парилската седловина се намира на хребета Фрисланд на Тангра планина, свързващ връх Свети Борис на север-североизток и връх Симеон на юг-югозапад. Издига се над ледника Хънтрис на северозапад и запад и ледника Мейси на изток и югоизток.
Географски координати на Парилската седловина: 62°41′01.5″ ю. ш. 60°11′53″ з. д. / 62.68375° ю. ш. 60.198056° з. д.

## Картографиране
Картографирането е британско от 1968 година, испанско от 1991 година и българско от 2005 и 2009 година.
Българско топографско проучване е направено в 1995/1996 година.

## Карти
- L.L. Ivanov et al. Antarctica: Livingston Island and Greenwich Island, South Shetland Islands. Scale 1:100000 topographic map. Sofia: Antarctic Place-names Commission of Bulgaria, 2005.
- L.L. Ivanov. Antarctica: Livingston Island and Greenwich, Robert, Snow and Smith Islands. Scale 1:120000 topographic map.  Troyan: Manfred Wörner Foundation, 2009.  ISBN 978-954-92032-6-4
- Antarctic Digital Database (ADD). Scale 1:250000 topographic map of Antarctica. Scientific Committee on Antarctic Research (SCAR). Since 1993, regularly upgraded and updated.
- L.L. Ivanov. Antarctica: Livingston Island and Smith Island. Scale 1:100000 topographic map. Manfred Wörner Foundation, 2017. ISBN 978-619-90008-3-0
- A. Kamburov and L. Ivanov. Bowles Ridge and Central Tangra Mountains: Livingston Island, Antarctica. Scale 1:25000 map. Sofia: Manfred Wörner Foundation, 2023. ISBN 978-619-90008-6-1